# 須波站
須波站（日语：／ Sunami eki */?）是屬於西日本旅客鐵道（JR西日本）吳線的車站，位於廣島縣三原市須波。車站編號為JR-Y30。

## 歷史
- 1930年（昭和5年）3月19日 - 三吳線（當時）三原站至此站之間開通，此站啟用。
- 1931年（昭和6年）4月28日 - 三吳線此站至安藝幸崎站之間開通。
- 1935年（昭和10年）11月24日 - 吳線此站至廣站之間開業。三原站至海田市站之間編入至「吳線」。
- 1960年（昭和35年）7月1日 - 終止貨物起卸業務。
- 1970年（昭和45年）10月1日 - 成為無人車站（簡易委託）。
- 1987年（昭和62年）4月1日 - 伴隨國鐵分割民營化，車站由西日本旅客鐵道（JR西日本）營運。
- 1995年（平成7年）10月1日 - 此站由廣島分社（日语：西日本旅客鉄道広島支社）直轄變為由三原地域鐵道部（日语：三原地域鉄道部）管轄[1]。
- 2006年（平成18年）3月18日 - 成為臨時快速「瀨戶內海景（日语：瀬戸内マリンビュー）」停車站。
- 2007年（平成19年）
  - 8月 - 車站內設置ICOCA簡易IC卡閘機。
  - 9月1日 - 此站開始可以使用IC卡「ICOCA」。
- 2010年（平成22年）
  - 7月14日 - 因大雨使吳線內設有數處地方發生山泥傾瀉，三原站至吳站之間不能通行[2]。
  - 7月20日 - 三原站至竹原站之間重開[3][4]。
- 2011年（平成23年）3月12日 - 實施時間表修正，臨時快速「瀨戶內海景」通過此站[5]。
- 2012年（平成24年）12月 - 結束簡易委託，成為無人車站。
- 2016年（平成28年）
  - 6月22日 - 因大雨使安登站至安藝川尻站之間發生山泥傾瀉，三原站至廣站之間不能通行[6]。
  - 6月27日：三原站至安浦站之間重開[6]，但是由於此站至安藝幸崎站之間的路面傾斜龜裂[7]，於晚上7時，三原站至忠海站之間再次不能通行[8]。
  - 7月15日：三原站至忠海站之間重開[9]。
- 2018年（平成30年）
  - 6月1日 - 隨著三原地域鐵道部（日语：三原地域鉄道部）廢止，此站由三原站管理[10]。
  - 7月5日 - 發生雨災使車站暫停營業[11]。
  - 11月 - 拆除站房。
  - 12月15日 - 三原站至安浦站之間重開[12]。

## 車站構造
車站是一座建設於路堤上的地面車站，設有2面2線的相對式月台，可進行列車交會。
上下行線月台各自設有出入口。下行月台中，於靠近吳一方和三原一方設有2處出入口，上行月台只有1處出入口。下行月台靠近三原一方曾經設有站房。
此站是由三原站管理的無人車站。車站內設有ICOCA專用讀卡機，此站可使用ICOCA與其可互相使用的IC卡。車站沒有廁所。

### 月台
| 月台                | 路線 | 上下行 | 方向           |
| ------------------- | ---- | ------ | -------------- |
| 前車站大樓對面（1） | 吳線 | 上行   | 三原、福山方向 |
| 前車站大樓一方（2） | 吳線 | 下行   | 竹原、吳方向   |

- 此站實際上沒有編排月台編號。括號內的數字是列車運輸指令上的月台號碼。
- 1號線是上行本線，上行列車可進入此月台，並可向三原方向出發。
- 2號線是下行本線（與上行副本線）。上下行列車均可進入此月台，也可向兩方向出發，兩邊設有信號機。但是實際上為下行列車專用月台，沒有上行定期列車使用2號線。
- 2號線東邊設有貨物月台遺址與1條側線。該側線現時用作停泊維護路軌車輛。
- 在列車接近車站時沒有廣播與進站音樂。
- 曾經在車站北邊和南邊商店可購買常備票。

## 使用狀況
以下為1日平均乘車人次：
| 年度               | 1日平均 乘車人次 | 參考資料 |
| ------------------ | ---------------- | -------- |
| 1999年（平成11年） | 326              | [ 13 ]   |
| 2000年（平成12年） | 308              | [ 13 ]   |
| 2001年（平成13年） | 295              | [ 13 ]   |
| 2002年（平成14年） | 264              | [ 13 ]   |
| 2003年（平成15年） | 244              | [ 13 ]   |
| 2004年（平成16年） | 227              | [ 13 ]   |
| 2005年（平成17年） | 218              | [ 13 ]   |
| 2006年（平成18年） | 199              | [ 13 ]   |
| 2007年（平成19年） | 192              | [ 13 ]   |
| 2008年（平成20年） | 178              | [ 13 ]   |
| 2009年（平成21年） |                  |          |
| 2010年（平成22年） |                  |          |
| 2011年（平成23年） | 126              | [ 14 ]   |
| 2012年（平成24年） | 119              | [ 14 ]   |
| 2013年（平成25年） | 106              | [ 14 ]   |
| 2014年（平成26年） | 94               | [ 14 ]   |
| 2015年（平成27年） | 93               | [ 14 ]   |
| 2016年（平成28年） | 81               | [ 14 ]   |
| 2017年（平成29年） | 80               | [ 14 ]   |
| 2018年（平成30年） | 60               | [ 14 ]   |

此站是繼水尻站第二少乘車人次車站。

## 車站周邊
- 廣島縣道211號須波停車場線（日语：広島県道211号須波停車場線）
- 國道185號（日语：国道185号）
- 三原須波郵局
- 三原市立須波小學
- 須波港（日语：須波港） - 步行約20分鐘。該處設有前往生口島（日语：生口島）（尾道市）澤港（日语：瀬戸田港）的渡輪航線。
- 須波海濱公園（在站前巴士站轉乘藝陽巴士（日语：芸陽バス）前往）
- 三原溫泉（在站前巴士站轉乘藝陽巴士前往）

## 相鄰車站
西日本旅客鐵道（JR西日本）
 吳線
三原（JR-Y31）－須波（JR-Y30）－安藝幸崎（JR-Y29）

## 注腳
1. ↑  《データで見るJR西日本 2001》- 西日本旅客鐵道
2. ↑  . 中國新聞 (中國新聞社). 2010-07-17. （原始内容存档于2010-07-21） （日语）.
3. ↑  2010年7月定例社長会見（日語）（截至2010年7月22日時的互聯網檔案館存檔） - 西日本旅客鐵道新聞稿 2010年7月21日
4. ↑  . 鐵道畫刊 (鐵道畫刊社). 2010年10月号, 44 (10): 150–151.
5. ↑  平成23年春の臨時列車についてPDF（日語） - 西日本旅客鐵道新聞稿 2011年1月21日
6. 1 2   (PDF). 国土交通省. 2016-06-27  [2016-06-29]. （原始内容存档 (PDF)于2016-08-06） （日语）.
7. ↑  【呉線】 沿線の確認　一部運転見合わせ （页面存档备份，存于）（日語） - JR西日本列車運行情報，2016年6月28日（2016年6月29日參閲）
8. ↑   (PDF). 国土交通省. 2016-06-28  [2016-06-29]. （原始内容存档 (PDF)于2016-08-06） （日语）.
9. ↑  鉄道の災害運休区間、約50kmの大幅減に…7月末 （页面存档备份，存于） - レスポンス、2016年8月2日
10. ↑  データで見るJR西日本2018 （页面存档备份，存于）（日語） p.203 - 西日本旅客鐵道
11. ↑   (PDF). 国土交通省. 2018-07-07  [2018-07-23]. （原始内容存档 (PDF)于2021-01-01） （日语）.
12. ↑  西日本豪雨に伴う運転状況などについて（2018年10月30日時点）：JR西日本 （页面存档备份，存于）（日語）
13. 1 2 3 4 5 6 7 8 9 10  三原統計
14. 1 2 3 4 5 6 7 8  國土數値情報 不同站的上下車人次數據

## 外部連結
- 須波｜車站資訊：JR出門網 - 西日本旅客鐵道（日語）